# Yarzhemskiïta
La yarzhemskiïta és un mineral de la classe dels borats. Rep el nom en honor del geòleg, petròleg i mineralogista rus Yakov Yakovlevich Yarzhemskii (1901–?).

## Característiques
La yarzhemskiïta és un borat de fórmula química K[B₅O₇(OH)₂]·H₂O. Es tracta d'una espècie aprovada per l'Associació Mineralògica Internacional, i publicada per primera vegada el 2020. Cristal·litza en el sistema monoclínic. La seva duresa a l'escala de Mohs és 2,5.
L'exemplar que va servir per a determinar l'espècie, el que es coneix com a material tipus, es troba conservat a les col·leccions del Museu Mineralògic Fersmann, de l'Acadèmia de Ciències de Rússia, a Moscou (Rússia), amb el número de registre: 5154/1.

## Formació i jaciments
Va ser descoberta al Borehole nr 800 del dom de sal de Chelkar, a la vall d'Aksai (Regió d'Aktobe, Kazakhstan), on es troba en forma de cristalls prismàtics curts o equants de fins a 0,5 mm × 0,7 mm × 1 mm, i com a grans amb contorns irregulars de fins a 1 mm × 1,5 mm × 2 mm. Aquest indret és l'únic a tot el planeta on ha estat descrita aquesta espècie mineral.